# Golfo do Panamá
O golfo do Panamá é um golfo localizado no litoral pacífico do Panamá, junto da costa sudeste do país.
Tem largura de 250 km e profundidade média de 220 metros. Este golfo é a única via marítima que conduz ao Canal do Panamá a partir do Oceano Pacífico. Pela enorme quantidade e diversidade de peixes e espécies marinhas, o golfo de Panamá é considerado como um dos melhores lugares de pesca desportiva no mundo.
Existem alguns golfos e baías mais pequenos, como a baía do Panamá, o golfo de Parita e o golfo de San Miguel. No centro do golfo fica o arquipélago das Pérolas. Nas suas costas encontram-se a Cidade do Panamá, La Palma e Chitré.
O clima na região do golfo do Panamá é extremo, variando de uma estação muito seca (de janeiro a abril) a uma estação muito húmida (maio a dezembro), o que influencia os manguezais da região.